# Scolochloa
Scolochloa és un gènere de plantes de la família de les poàcies, ordre de les poals, subclasse de les commelínides, classe de les liliòpsides, divisió dels magnoliofitins.

## Taxonomia
- Scolochloa arundinacea (P. Beauv.) M. et K.
- Scolochloa arundinacea (Roem. et Schult.) MacMill.
- Scolochloa donax (L.) Gaudin
- Scolochloa festucacea (Willd.) Link